# زاك بومان
زاك بومان (بالإنجليزية: Zach Bauman)‏ هو لاعب كرة قدم أمريكية ولاعب كرة قدم كندية أمريكي، ولد في 24 يوليو 1992 في تشاندلر في الولايات المتحدة.

## وصلات خارجية
- زاك بومان على موقع مرجع كرة القدم المحترفة.كوم (الإنجليزية)